# کاپاریکا
کاپاریکا یکی از شهرهای پرتغال در منطقه آلمادا است که در نزدیکی شهر لیسبون، پایتخت پرتغال واقع است. مساحت کاپاریکا ۱۰٫۷۱ کیلومتر مربع و جمعیت این شهر طبق سرشماری سال ۲۰۰۱ میلادی ۱۹٫۳۲۷ نفر می‌باشد.

## وجه تسمیه
به نظر می‌رسد نام کاپاریکا از کلمه لاتین cappar باشد که به معنای کبر (گیاه)، گل کَبَر یا علف مار است و کاپاریکا منطقه‌ای است که این گل بسیار یافت می‌شود.

## جغرافیا
شهر کاپاریکا در شمال رودخانه تژو واقع است که این شهر را از لیسبون جدا می‌کند. کاپاریکا از 27 سپتامبر سال 1985 به‌طور رسمی شهر شد.

## اقتصاد
اقتصاد شهر کاپاریکا بر خدمات، ساختمان سازی، و صنایع نفتی استوار است.